# Bosquet Rolduc
Het Bosquet Rolduc is het landgoed dat de Abdij Rolduc omringt.
Bosquet Rolduc meet 10 ha en omvat tuinen, terrasvormig aangelegde vijvers en hellingbossen waarin eeuwenoude beuken zijn te vinden.
Er zijn vier vijvers, gevoed door een bron, die terrasvormig boven elkaar zijn gelegen en in elkaar overlopen. De tuinen vormen tevens het brongebied van de Vrouwezijp, die naar de Worm stroomt. Hier was vroeger een landbouwontginning van de Abdij.
Ook ligt in dit gebied de Chemin de l'Abbaye, een eeuwenoude toegangsweg tot de Abdij, waarvan het -verstoorde- noordelijk deel tot de 16e eeuw teruggaat en het zuidelijk deel tussen 1784 en 1786 werd aangelegd, tezamen met de Nieuwstraat.